# Plata de Britania
No confundir con metal de Britania.
La plata de Britania es una aleación de plata con un contenido de metal precioso de 95,84% siendo el resto, por lo general, de cobre.
Esta norma fue introducida en Inglaterra por ley de Parlamento en 1697 para sustituir la plata esterlina como norma obligatoria para los elementos de la "plata forjada". El contraste del león pasante observante que denota la plata esterlina fue reemplazado por "la figura de una mujer comúnmente llamada Britania", y la marca líder del leopardo del Worshipful Company of Goldsmiths fue reemplazada por una "cabeza de león desgarrda".
La plata estándar de Britania de fue presentada por el Gobierno de Inglaterra, como parte de la Gran Reacuñación de 1696 de Guillermo III, cuando se hicieron intentos para limitar el recorte y la fusión de la moneda de plata esterlina. Se pensaba que al mantener un mayor nivel de grabado, habría menos incentivos para poner las monedas esterlinas de nueva emisión en el crisol de fundición.
La plata esterlina fue aprobada de nuevo para su uso por los plateros del 1 de junio de 1720, y posteriormente la plata de Britania se ha mantenido como estándar opcional para el aquilatamiento de plata en el Reino Unido e Irlanda. Desde que la acuñación cambió en 1 de enero de 1999, la plata de Britania ha sido indicada por finura milesimal de 958, con el símbolo de Britania siendo aplicado de forma opcional.

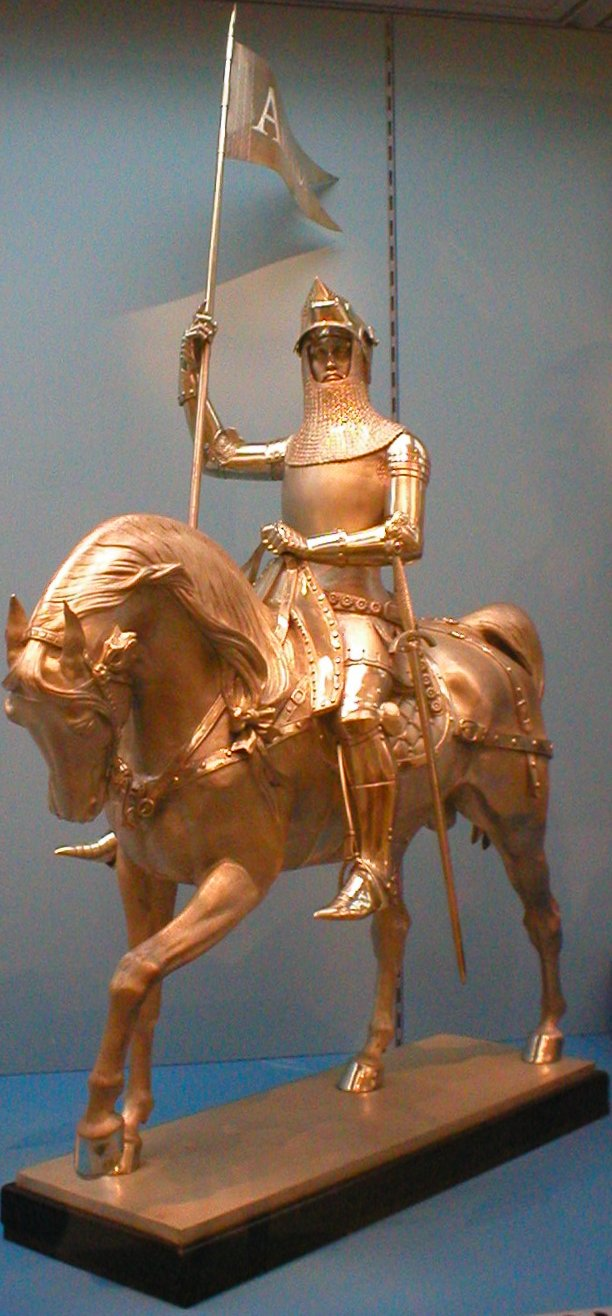
Caballero de Anglia, hecho de plata esterlina.

Las monedas de lingotes de plata de la Royal Mint se emitieron desde 1998, conocidas como "britanias", por su imagen en el reverso, son acuñadas en plata de Britania estándar.
La plata de Britania deben ser distinguida del metal de Britania, una aleación de estaño que no contiene plata.